# Private Berufsfachschule PTL Wedel

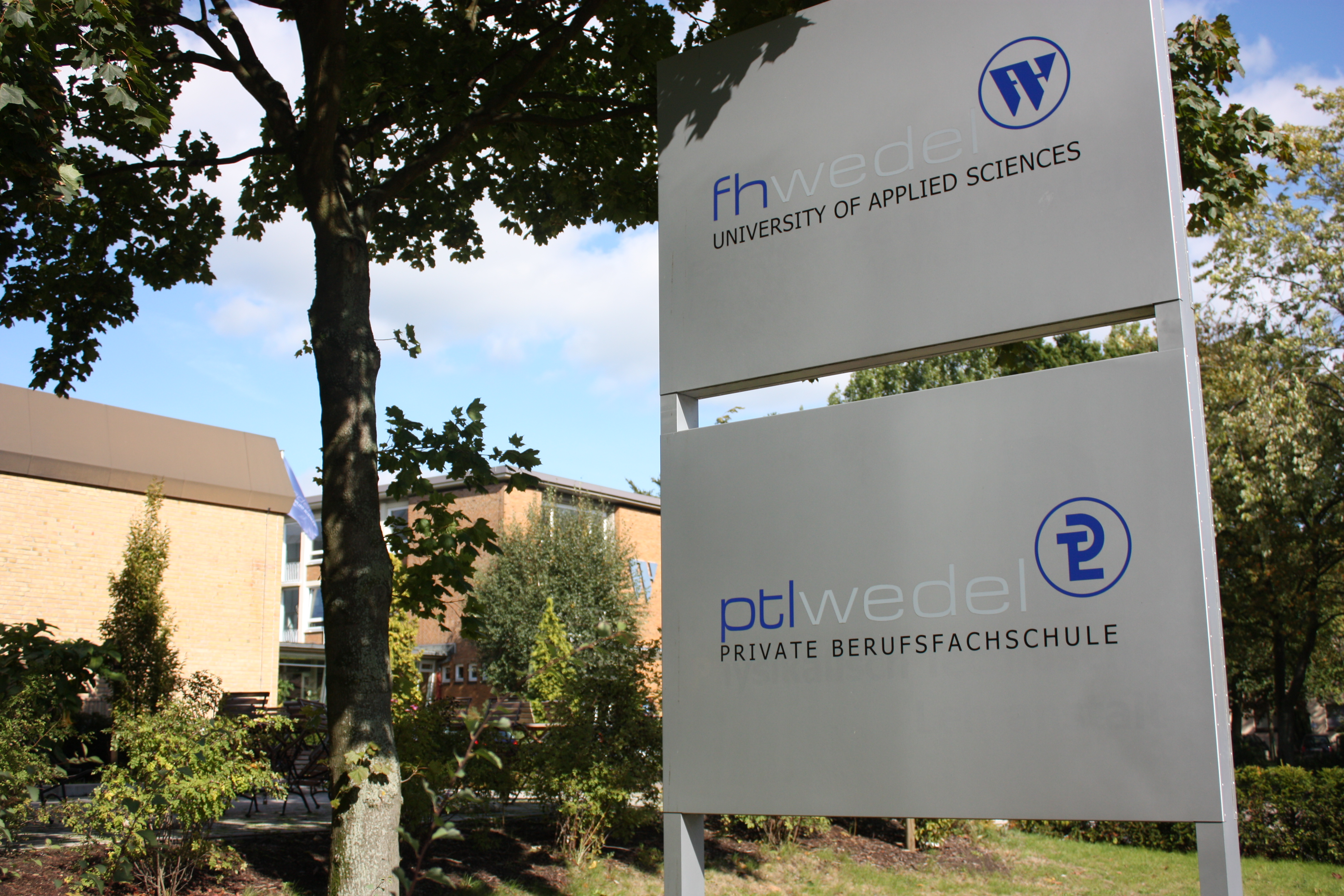
Schilder der PTL und der FH Wedel

Die Berufsfachschule Wedel (Abkürzung: BFS Wedel) ist eine private, staatliche anerkannte Berufsfachschule in Wedel.
Sie wurde 1948 als Physikalisch-Technische Lehranstalt (PTL) gegründet und gehört damit zu den ältesten privaten Bildungseinrichtungen Deutschlands. Räumlich aber auch fachlich ist sie eng mit der Fachhochschule Wedel verbunden. 2005 waren 250 Schüler eingeschrieben. An der BFS Wedel sind 15 Dozenten sowie 8 Assistenten tätig. Schulleiter ist Eike Harms.
Träger ist eine gemeinnützige GmbH, die vom Land Schleswig-Holstein finanziell unterstützt wird.
Es werden Ausbildungsgänge in Informatik sowie Wirtschaft angeboten. Die Schüler der BFS haben außerdem die Möglichkeit, den schulischen Teil der Fachhochschulreife zu erlangen. Nach einem zehnwöchigen Praktikum können sie nach der Abschlussprüfung an eine Fachhochschule wechseln.
Voraussetzung für eine erfolgreiche Bewerbung ist ein Realschulabschluss mit mindestens befriedigender Benotung in Mathematik.
Jeder Jahrgang beginnt am 1. Oktober und verbringt mindestens fünf Semester an der BFS für einen erfolgreichen Abschluss.
Ein Semester dauert 26 Wochen, in denen die Schüler Vorlesungen hören sowie an Praktika, Projektunterricht, Seminaren und Übungen teilnehmen. In der vorlesungsfreien Zeit absolvieren sie Teile des 16-wöchigen Industriepraktikums und schreiben Klausuren.

## Ausbildungsgänge
- Informationstechnische Assistenz  – Schwerpunkt Medieninformatik
- Informationstechnische Assistenz – Schwerpunkt Softwaretechnik
- Informationstechnische Assistenz – Schwerpunkt Wirtschaftsinformatik

## Geschichte
Die PTL wurde von Helmut Harms 1948 in Lübeck-Schlutup gegründet. Im Jahr 1955 wird die Ausbildung von Physik-Ingenieuren begonnen und staatlich anerkannt.
1963 zieht die PTL um an ihren heutigen Standort an der Feldstraße in Wedel. Fünf Jahre später, 1968, werden die Ausbildungsgänge zum Informatik-Assistenten sowie zum Informatik-Ingenieur eingeführt. Nur ein Jahr später wird die Fachhochschule Wedel am selben Standort gegründet, diese übernimmt die Ingenieursstudiengänge (von nun an als Physikalische Technik und Technische Informatik bezeichnet). Die PTL bleibt bestehen, es wird die Ausbildung zum technischen Assistenten für Informatik eingeführt.
2009 erfolgt die Umbenennung in Private Berufsfachschule PTL Wedel und die Einführung des neuen Schwerpunktes Softwaretechnik.

## Persönlichkeiten
- Dieter Rittscher (* 1945), Wirtschaftsmanager